# Episodi di Shakespeare & Hathaway investigatori privati (prima stagione)
La prima stagione della serie televisiva Shakespeare & Hathaway è stata trasmessa nel Regno Unito sul network BBC One dal 26 febbraio al 9 marzo 2018.
In lingua italiana, la stagione è andata in onda in prima visione assoluta nella Svizzera italiana su RSI LA1 dal 10 febbraio al 5 maggio 2019.
In Italia, la serie è trasmessa in prima visione su Rai 2 dal 4 agosto all'8 settembre 2019.
| n° | Titolo originale                   | Titolo italiano                 | Prima TV UK      | Prima TV Svizzera italiana | Prima TV Italia   |
| -- | ---------------------------------- | ------------------------------- | ---------------- | -------------------------- | ----------------- |
| 1  | O Brave New World                  | Una bella squadra               | 26 febbraio 2018 | 10 febbraio 2019           | 4 agosto 2019     |
| 2  | The Chimes at Midnight             | Strani sabotaggi                | 27 febbraio 2018 | 17 febbraio 2019           | 4 agosto 2019     |
| 3  | This Promised End                  | Lo strano caso di Peter Quintus | 28 febbraio 2018 | 24 febbraio 2019           | 11 agosto 2019    |
| 4  | This Rough Magic                   | La grande illusione             | 1º marzo 2018    | 3 marzo 2019               | 11 agosto 2019    |
| 5  | Toil and Trouble                   | Il bosco dei tritoni            | 2 marzo 2018     | 10 marzo 2019              | 18 agosto 2019    |
| 6  | Exit, Pursued by a Bear            | Veleni sul palcoscenico         | 5 marzo 2018     | 17 marzo 2019              | 18 agosto 2019    |
| 7  | The Fairest Show Means Most Deceit | Un caso di famiglia             | 6 marzo 2018     | 24 marzo 2019              | 25 agosto 2019    |
| 8  | The Chameleon's Dish               | Un caso da manuale              | 7 marzo 2018     | 21 aprile 2019             | 25 agosto 2019    |
| 9  | The Rascal Cook                    | Un ristorante da incubo         | 8 marzo 2018     | 28 aprile 2019             | 1º settembre 2019 |
| 10 | Ill Met by Moonlight               | Ballo di fine estate            | 9 marzo 2018     | 5 maggio 2019              | 8 settembre 2019  |

## Una bella squadra
- Titolo originale:O Brave New World
- Diretto da: Piotr Szkopiak
- Scritto da: Paul Matthew Thompson e Jude Tindall

### Trama
Tre giorni prima del suo matrimonio, Luella Shakespeare assume il detective privato Frank Hathaway per indagare sul suo fidanzato, Clive Brenton, che crede abbia una relazione con la sua segretaria, Janice Bardolph. Lo chiama fuori dal caso quando si rende conto di essersi sbagliata. Frank non aveva trovato prove di una relazione, ma aveva scoperto che Clive usa identità diverse sui siti di incontri. Frank interrompe il matrimonio, ma Luella si fa mandare via dalle guardie di sicurezza. Poco dopo il matrimonio in un hotel, Clive viene pugnalato a morte con le forbici da parrucchiere di Luella. Luella viene arrestata dalla polizia, che la rilascia poco dopo. Scopre che i suoi risparmi sono stati rubati dal suo conto in banca. Hathaway e Shakespeare scoprono che Clive era un bigamo con un complice, Janice - che ha rubato duecentocinquantamila sterline di Luella che aveva investito nella compagnia di Clive. Luella impedisce al complice di partire con i soldi e glieli recupera. Frank pensa che Janice sia l'assassina, ma la polizia le dice che Janice non avrebbe potuto uccidere Clive, anche se la arrestano per il suo coinvolgimento negli affari fasulli di Clive. L'indagine svolta quando  all'hotel una delle precedenti mogli di Clive, Veronica Vinten, ammette di aver ucciso Clive dopo aver scoperto la simulazione della sua morte e in procinto di sposare Luella. La polizia arresta Veronica. Frank è indebitato e accetta con riluttanza Luella come sua partner nella sua agenzia investigativa. 
- Guest star: Nigel Whitmey (Nigel Whitney nei titoli di coda).

## Strani sabotaggi
- Titolo originale:The Chimes at Midnight
- Diretto da: Ian Barber
- Scritto da: David Semple

### Trama
Frank e Luella vengono assunti da Penelope Pincott per indagare sul sabotaggio nell'azienda gestita da lei e suo marito Owain, la casa di cura di Shady Nooks. Sebastien va sotto copertura come assistente di cura. Durante il pranzo, quando tutto il personale e i residenti sono nella sala da pranzo, Penelope cade dal tetto e muore. Sospettando che uno dei membri dello staff o dei residenti dell'omicidio, Frank e Luella devono capire come è stato fatto. Sebastian scopre che il sabotatore è un residente, Johnny Falstaff. Non gli piace vivere lì e stava deliberatamente causando vari problemi nel tentativo di farsi "salvare" da suo figlio da casa. Anche l'assistente sanitaria Soozie è sospettata di omicidio quando le indagini rivelano che è attratta da Owain. Frank scopre come il corpo di Penelope (già morto) si è schiantato a terra dal tetto quando tutti i residenti e il personale della casa erano presenti nella sala da pranzo. La morte di un residente esattamente un anno fa fornisce un indizio: il figlio del defunto residente Ian incolpa Penelope per la sua morte. Alla fine si scopre che è diventato il cuoco della casa sei mesi dopo e ha ucciso Penelope per vendetta nell'anniversario della morte di sua madre. 
- Guest star: Timothy West

## Lo strano caso di Peter Quintus
- Titolo originale:This Promised End
- Diretto da: Carolina Giammetta
- Scritto da: Lol Fletcher

### Trama
Frank e Luella sono assunti dal direttore delle pompe funebri, Peter Quintus, dopo che è stato visitato da "Mr R" e "Mr G" che affermano che un'organizzazione criminale li ha assunti per ucciderlo entro 24 ore. Gli viene detto di non coinvolgere la polizia o ci saranno conseguenze per la sua famiglia, e ci sono due attacchi a sua moglie, Anne. Dopo uno degli attacchi, Frank trova una fotografia relativa a una scuola d'arte che Anne frequenta. Luella intervista il guardiano del quartiere, Melvin Pipkin, che è affezionato ad Anne e che viene poi trovato morto a seguito di un incidente stradale. Sebastian intervista l'ex moglie mangiatrice di uomini di Peter che era stata truffata per il suo divorzio. Si scopre che Peter era violento verso entrambe le sue mogli e che Anne ha convinto due insegnanti del suo college a fingere di essere il signor R e il signor G per spaventarlo. Melvin è stato ucciso da Peter e la polizia lo arresta. Anne parte con il signor R, con il quale ha una relazione.

## La grande illusione
- Titolo originale:This Rough Magic
- Diretto da:  Carolina Giammetta
- Scritto da: Kit Lambert

### Trama
Frank e Luella sono assunti dal mago, Lawrence Pross e sua figlia Maggie dopo che il suo numero da illusionista uccide una donna, la ricca Jill Shiplake, sul palco. Il responsabile è il mago rivale dei Pross, Anton Dukes. Quella notte la vittima stava litigando con il marito e con l'usciere del teatro. Frank si rende conto che la vittima potrebbe non essere stata scelta a caso e sospetta del marito Stefan. Trovano prove della colpevolezza di Stefan, ma poi realizzano che Stefan e sua moglie si sono scambiati i posti a teatro e che a vera vittima del numero illusorio doveva essere Stefan responsabile di aver provocato la morte della ragazza che lavora a teatro.

## Il bosco dei tritoni
- Titolo originale:Toil and Trouble
- Diretto da: Piotr Szkopiak
- Scritto da: Kit Lambert

### Trama
Il sindaco di Arden viene trovato assassinato, con un oggetto contundente, dopo aver sparato con un fucile e il principale sospettato dell'ispettore Marlowe è il ladro William "Billy the Brick" Porters, un ex informatore di Frank. Billy si presenta a Frank che è in debito con lui, e l'ufficio di Luella li implora di dimostrare la sua innocenza. Le loro indagini portano al giornalista che ha trovato il corpo, il vicesindaco, un promotore immobiliare di boschi secolari e manifestanti contro lo sviluppo. Sebastian scopre che Billy ha una maglietta macchiata di sangue.

## Veleni sul palcoscenico
- Titolo originale:Exit, Pursued by a Bear
- Diretto da: Ian Barber
- Scritto da: Jeff Povey

### Trama
Frank e Luella sono assunti dalla narcisista ex-star delle soap opera ospedaliere Sally Balthasar dopo aver ricevuto una minaccia di morte mentre pianificava il suo ritorno a recitare riscrivendo la tragedia di Shakespeare Romeo e Giulietta e interpretando la protagonista femminile. Chiama la sua versione Giulietta e Romeo e il suo personaggio non muore. I suoi cambiamenti in una commedia classica offendono i membri del cast, il regista, la troupe del backstage e i fan di Shakespeare. Le cose precipitano quando Sally viene avvelenata e non può continuare. Il regista torna quindi all'opera originale di Shakespeare. Frank e Luella guardano indietro gli episodi della soap opera di Sally e trovano un collegamento tra passato e presente.

## Un caso di famiglia
- Titolo originale:The Fairest Show Means Most Deceit
- Diretto da: Piotr Szkopiak
- Scritto da: Dan Muirden

### Trama
Frank e Luella sono assunti dai proprietari di un negozio di articoli da regalo, Diana e Leon, per indagare su un ex dipendente, Lola, che chiede un risarcimento per un infortunio sul lavoro. L'indagine è ostacolata da Martin Mariner che afferma di essere lo zio di Frank. Frank trova Diana morta nel negozio di souvenir, vittima di una rapina. Il sospetto cade su Leon e poi su Mariner che aveva i soldi coperti dal sangue di Diana e incrimina il fidanzato di Lola Phil, nome legato al telefono di Diana. Sebastian va sotto copertura come travestito in un bar e come uomo del gas a casa di Lola.

## Un caso da manuale
- Titolo originale:The Chameleon's Dish
- Diretto da: Richard Signy
- Scritto da: Nicola Wilson

### Trama
Frank e Luella sono assunti dal problematico diciottenne Hamish dopo che ha avuto premonizioni di omicidio. Lo raggiungono in un ritiro spirituale gestito dalla madre e dal patrigno. Rimangono al ritiro la sua ex ragazza Lily, il suo migliore amico Uzoma e altri. La madre psicoanalista di Lily, Polly, era stata consulente di Hamish e Uzoma al loro college di prima media fino a quando non era stata licenziata. Cerca di allontanare sua figlia ma si rifiuta di andarsene. Il giorno dopo Polly, la cui relazione con Uzoma è stata postata da lui sui social media, viene trovata morta con Hamish. Non ricorda nulla e viene arrestato da Marlowe. Sebastian va sotto copertura al college per adolescenti. Si scopre che Hamish è stato adottato dopo che sua madre è stata uccisa da suo padre quando aveva quattro anni e Hamish l'ha trovata morta. Le 'premonizioni' erano il suo vago ricordo. Suo padre stava usando una falsa identità e sposò la madre di Hamish. Ha anche ucciso Polly, per impedire che venisse scoperta la sua vera identità; viene arrestato dalla polizia.

## Un ristorante da incubo
- Titolo originale:The Rascal Cook
- Diretto da: Richard Signy
- Scritto da: Kit Lambert

### Trama
Frank e Luella sono assunti dal proprietario/chef, Len Tekler, del miglior ristorante Hiverna dopo il sabotaggio in cucina. Frank sospetta un lavoro interno, ma Tekler sospetta la critica gastronomica Paulina Stainton. Sebastian va sotto copertura in cucina. Il ristorante è chiuso quando i clienti subiscono un incidente di intossicazione alimentare. Tekler viene ucciso per avvelenamento e Frank e Luella indagano sui rapporti tra Paula Stainton, Cecillia, la moglie di Tekler, suo figlio Milo, la cameriera Dita Pardy e l'ex socio di ristoranti Trevor Cordiss, e la morte del fratello di Tekler, Michael, che si è impiccato 20 anni prima apparentemente connesso.

## Ballo di fine estate
- Titolo originale:Ill Met by Moonlight
- Diretto da: Piotr Szkopiak
- Scritto da: Kit Lambert

### Trama
Frank e Luella sono assunti da Lady Tania Bede quando una preziosa collana e sua figlia di 18 anni, Mia, scompaiono. Offre loro diecimila sterline per recuperare la collana entro quella sera. Viene fatta una richiesta di riscatto di cinquantamila sterline per Mia. L'indagine rivela la relazione di Mia con un uomo diverso dal suo ragazzo, che ha incontrato nei giardini di casa sua. Trovano prove presso l'operaio del giardino Lee Sandridge, che ha venduto la collana a un ricettatore che si rivela essere falsa. Il capo giardiniere Ron Greenvale, avendo già rassegnato le dimissioni, nega di avere una relazione con Mia, che ha meno della metà dei suoi anni. Un pagamento di duecento sterline che Mia ha fatto a un ospedale privato locale aggiunge al mistero. Frank e Luella partecipano al ballo di Lady Bede quella sera con Sebastian sotto copertura per risolvere il mistero. 